# Commoptera pygmaea
Commoptera pygmaea är en tvåvingeart som beskrevs av Borgmeier 1971. Commoptera pygmaea ingår i släktet Commoptera och familjen puckelflugor. Inga underarter finns listade i Catalogue of Life.